# Dmitri Goulia
Dmitri Iossifovitch Goulia est un écrivain abkhaze né à Ouartcha en 1874 et mort à Agudzéra en 1960.
Fils de moujik, Dmitri Iossifovitch Goulia a organisé le théâtre et la presse abkhaze et créé l'alphabet national abkhaze en 1892. 
Très fortement influencé par le réalisme socialiste, il est l'auteur de romans et de poésies (Chant d'Abkhazie, 1940 ou Mon foyer, 1954) dénonçant l'injustice et aux accents nationalistes.
Il tenait dans le journal Apsny, qu'il a contribué à créer, une rubrique consacrée à une variante des dominos, les dominos abkhazes.

## Distinctions
- Ordre de Lénine
- ordre du Drapeau rouge du Travail